# Iaquira viridis
Iaquira viridis là một loài bọ cánh cứng trong họ Cerambycidae.